# 월봉저작상
월봉저작상(月峰著作賞)은 일제강점기 시대일보, 조선일보 편집국장 등을 역임한 민족운동가 월봉 한기악(1898~1941) 선생을 기리기 위해 1975년에 제정된 상이다.

## 개요
월봉 한기악 선생 기념 사업회와 출판사 일조각은 1975년 월봉저작상을 제정했다. 월봉 저작상의 시상식은 상하이 임시 정부 수립을 기념하여 매년 4월 10일 전후에 열린다. 1992년에는 시상하지 않았다.

### 일조각과 월봉저작상
일조각을 설립한 한만년 사장은 한기악의 차남이자 현민 유진오의 맏사위였다. 한만년의 4남은 한홍구 교수이다.

## 수상자.수상작품
| 회     | 수상년도 | 작가           | 작품                                                                           |
| ------ | -------- | -------------- | ------------------------------------------------------------------------------ |
| 제1회  | 1975년   | 이은숙         | 《독립운동가 아내의 수기》                                                     |
| 제2회  | 1976년   | 신용하         | 《독립협회연구》                                                               |
| 제3회  | 1977년   | 차하순         | 《서양사 총론―르네상스의 사회와 사상》                                         |
| 제4회  | 1978년   | 김영한         | 《조선 지배층 연구》                                                           |
| 제5회  | 1979년   | 장을병, 정문길 | 《정치적 커뮤니케이션론》(장을병), 《소외론 연구》(정문길)                     |
| 제6회  | 1980년   | 강진철         | 《고려 토지제도사 연구(高麗土地制度史硏究)》                                   |
| 제7회  | 1981년   | 이기동         | 《신라 골품제(新羅骨品制)사회와 화랑도(花郎徒)》                               |
| 제8회  | 1982년   | 김두진         | 《균여 화엄사상 연구(均如華嚴思想研究)》                                       |
| 제9회  | 1983년   | 윤남한         | 《조선 시대의 양명학 연구》                                                    |
| 제10회 | 1984년   | 이병휴         | 《조선 전기 기호사림파 연구(朝鮮前期畿湖士林派硏究)》                          |
| 제11회 | 1985년   | 이재용         | 《조선 초기 사회구조 연구》                                                    |
| 제12회 | 1986년   | 이태진         | 《한국 사회사 연구》                                                           |
| 제13회 | 1987년   | 권석봉         | 《청말 대조선 정책사 연구(淸末對朝鮮政策史硏究)》                              |
| 제14회 | 1988년   | 윤무병         | 《한국 청동기 문화 연구》                                                      |
| 제15회 | 1989년   | 민성기         | 《조선 농업사 연구》                                                           |
| 제16회 | 1990년   | 이춘녕         | 《한국 농학사》                                                                |
| 제17회 | 1991년   | 윤병석         | 《국외 한인사회와 민족운동》                                                   |
| 제18회 | 1993년   | 안병희         | 《국어사 연구》                                                                |
| 제19회 | 1994년   | 한시준         | 《한국 광복군(光福軍) 연구》                                                   |
| 제20회 | 1995년   | 김재근         | 《속 한국 선박사 연구》                                                        |
| 제21회 | 1996년   | 이성무         | 《조선 양반 사회 연구》                                                        |
| 제22회 | 1997년   | 박명림         | 《한국전쟁의 발발과 기원》                                                     |
| 제23회 | 1998년   | 한상권         | 《조선 후기 사회와 소원(訴寃)제도》                                            |
| 제24회 | 1999년   | 반병률         | 《성재 이동휘 일대기》                                                         |
| 제25회 | 2000년   | 한명기         | 《임진왜란과 한중 관계》                                                       |
| 제26회 | 2001년   | 채웅석         | 《고려 시대 국가와 지방사회》                                                  |
| 제27회 | 2002년   | 조재곤         | 《한국 근대사회와 보부상》                                                     |
| 제28회 | 2003년   | 설석규         | 《조선 시대 유생 상소와 공론(公論)정치》                                       |
| 제29회 | 2004년   | 임경석         | 《한국 사회주의의 기원》                                                       |
| 제30회 | 2005년   | 고정휴         | 《이승만과 한국 독립 운동》                                                    |
| 제31회 | 2006년   | 김명호         | 《초기 한미 관계의 재조명》                                                    |
| 제32회 | 2007년   | 김영수         | 《건국의 정치-여말 선초, 혁명과 문명 전》                                      |
| 제33회 | 2008년   | 오영섭         | 《고종 황제와 한말 의병》                                                      |
| 제34회 | 2009년   | 이해준         | 《조선 후기 문중 서원 연구》                                                   |
| 제35회 | 2010년   | 노태돈         | 《삼국 통일 전쟁사》                                                           |
| 제36회 | 2011년   | 정병준         | 《독도 1947-전후 독도 문제와 한ㆍ미ㆍ일 관계》                                 |
| 제37회 | 2012년   | 박진영         | 《번역과 번안의 시대》                                                         |
| 제38회 | 2013년   | 최준호         | 《추사, 명호처럼 살다》                                                        |
| 제39회 | 2014년   | 박희병         | 《범애와 평등-홍대용의 사회사상》                                              |
| 제40회 | 2015년   | 정민           | 《18세기 한중 지식인의 문예공화국-하버드 옌칭도서관에서 만난 후지쓰카 컬렉션》 |
| 제41회 | 2016년   | 김학재         | 《판문점 체제의 기원-한국전쟁과 자유주의 평화기획》                            |
| 제42회 | 2017년   | 이영훈         | 《한국경제사Ⅰ: 한국인의 역사적 전개》                                          |
| 제43회 | 2018년   | 김종학         | 《개화당의 기원과 비밀외교》                                                   |
| 제44회 | 2019년   | 심경호         | 《안평-몽유도원도와 영혼의 빛》                                                |
| 제45회 | 2020년   | 구범진         | 《병자호란, 홍타이지의 전쟁》                                                  |
| 제46회 | 2021년   | 이헌창         | 《김육 평전-대동법을 완성한 조선 최고의 개혁가》                               |
| 제47회 | 2022년   | 한경희         | 《한국 엔지니어의 형성과 발전》                                                |
| 제48회 | 2023년   | 장진엽         | 《조선과 일본, 소통을 꿈꾸다: 조선통신사 필담 교류의 역사》                    |
| 제49회 | 2024년   | 정연식         | 《경주 첨성대의 기원》                                                         |